# Jack Sels
Jean-Jacques (Jack) Sels (Berchem, 29 januari 1922 - Antwerpen, 21 maart 1970) was een Belgisch jazzmuzikant, arrangeur en componist die in de Belgische jazzgeschiedenis beschouwd wordt als een van de grootste naoorlogse jazzsaxofonisten op tenorsaxofoon.
Jack Sels groeide op in Antwerpen. Als tiener verzamelde Sels al jazzplaten. Door een aanzienlijke erfenis van zijn vader wist hij zijn platencollectie op te voeren tot zo'n 10.000 stuks, die echter tijdens de bombardementen in de Tweede Wereldoorlog vernield werden. Na eerst piano te hebben gestudeerd, leerde Sels zichzelf tenorsaxofoon spelen. Om geld te verdienen werkte hij in een ijssalon in de Antwerpse Hoogstraat en luisterde intussen naar zijn jazzidolen: dat waren onder meer de tenorsaxofonist Lester Young, de trompettisten Miles Davis en Dizzy Gillespie, en de altsaxofonist Charlie Parker. Na de Tweede Wereldoorlog kwamen er in de haven van Antwerpen veel Amerikaanse en Canadese soldaten met wie Sels over Amerikaanse jazz kon praten en naar nieuwe platen kon luisteren. Ze hielpen hem ook om zijn platenverzameling verder uit te breiden.
De komst van Dizzy Gillespies Big Band naar Antwerpen in 1948 maakte veel indruk op Jack Sels en hij besloot om te starten met een eigen bigband waarvoor hij zelf de muziek zou schrijven. De band maakte een indrukwekkend debuut met een aantal van de beste muzikanten van dat ogenblik; Trompetten: Paul Heyndrickx, Charlie Knegtel, Theo Mertens, Herman Sandy en Nick Fissette; Trombones: Nat Peck, Frans Van Dijk, Jan Mertens en Christian Kellens; Saxen: Jay Cameron, Marcel Peeters, Gene Verstrepen, Bobby Jaspar en Roger Asselberghs, plus Jean Warland op bas, Franciscus Coppieters op piano, John Ward op drums, Rudy Frankel op conga's en Bill Vilez op bongo's. Maar financieel viel het hem zwaar om zo'n grote band bijeen te houden. In 1951 stelde hij naar het voorbeeld van zijn idool Miles Davis een 15-koppige band samen en later een kleinere groep waarmee hij in Duitsland rondtoerde. Terug in België speelde hij in 1954 verschillende optredens naast onder meer Nat King Cole en nam in de periode 1954-1955 zes tracks in boogy-stijl op voor Ronnex Records.

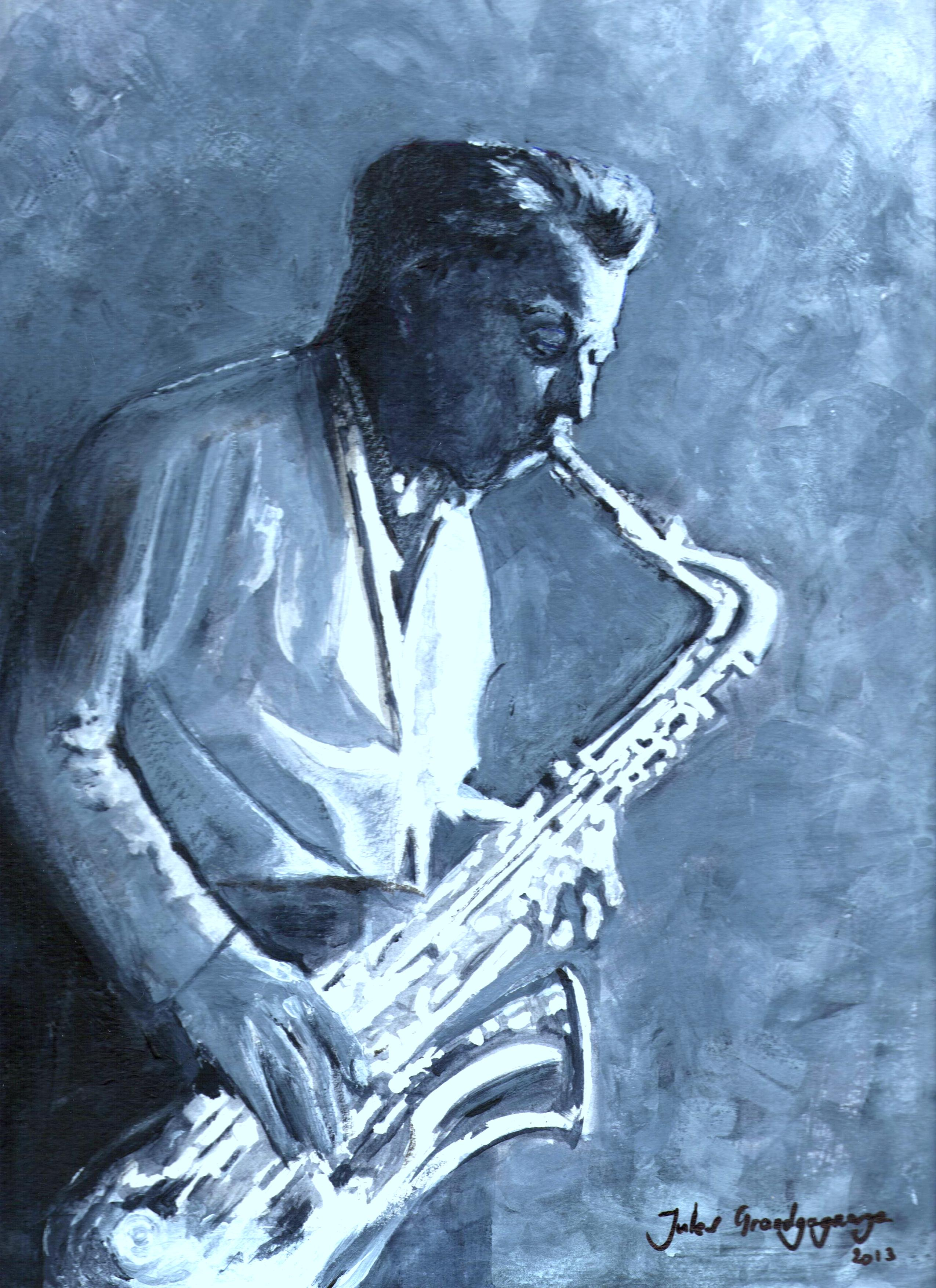
Jack Sels, acrylschilderij door Jules Grandgagnage, 2013

Ook met de Belgische gitarist Freddy Sunder nam Sels enkele platen op. In 1955 componeerde hij de soundtrack voor de film "Meeuwen sterven in de haven" van Roland Verhavert. Vanaf 1958 werkte hij mee aan radioprogramma's van de NIR, de latere BRT-radio, en in opdracht van de dienst Volksontwikkeling van het ministerie van Cultuur trok hij door Vlaanderen om de jazzmuziek te promoten. In 1958 speelde hij met zijn groep op de Wereldtentoonstelling in Brussel.
Sels speelde onder meer met Dizzy Gillespie, Lester Young, Lou Bennett en Kenny Clarke, maar door zijn keuze om in Antwerpen te blijven is hij nooit echt internationaal doorgebroken, al werd hij steeds door jazzkenners en andere grote muzikanten hooglijk gewaardeerd. 
Ook was er steeds meer concurrentie met de popmuziek en raakte jazz wat op de achtergrond. Daarom nam Sels uit noodzaak enkele rock-n-roll nummers op. Dit deed hij steeds onder pseudoniemen waaronder Sam Knoble.
De laatste drie jaar van zijn leven verslechterde zijn gezondheid zodanig dat het erg moeilijk voor hem werd om nog te spelen. Jack Sels kreeg een hartaanval in zijn Antwerpse huis en overleed op 21 maart 1970.
Jack Sels maakte niet zoveel opnames, en de meeste van zijn 78 toerenplaten en lp's zijn nu praktisch onvindbaar.

## Verfilming
Just Friends, de debuutfilm van Marc-Henri Wajnberg uit 1993, is gebaseerd op het leven van Jack Sels. Josse De Pauw speelt de rol van de Antwerpse saxofonist.